# エリザベス・ビーチャム (バーガヴェニー男爵夫人)
エリザベス・ビーチャム（Elizabeth Beauchamp, Baroness Bergavenny, 1415年9月16日 - 1448年6月18日）は、中世イングランドの貴族女性で女子相続人。

## 生涯
エリザベスは初代ウスター伯リチャード・ビーチャムと、初代グロスター伯トマス・ル・ディスペンサーの娘イザベル・ル・ディスペンサーの一人娘として、ウスターシャーのハンレー城で生まれた。イングランド王エドワード3世の曾孫にあたる。
1422年に父リチャードが亡くなった際に父の財産を相続し、1422年3月18日に自身の権利としてバーガヴェニー領主の地位（Lady Bergavenny）を継承した。
1424年10月18日までに第3代バーガヴェニー男爵エドワード・ネヴィル（1476年没）の最初の妻となった。エドワード・ネヴィルは初代ウェストモーランド伯ラルフ・ネヴィルとジョーン・ボーフォート（ジョン・オブ・ゴーントとその3番目の妻キャサリン・ロエ、別名キャサリン・スウィンフォードの娘）の次男であった。夫の兄弟である初代ラティマー男爵ジョージ・ネヴィルは、義理の姉妹で同名のエリザベス・ビーチャム（母の再婚相手である第13代ウォリック伯リチャード・ド・ビーチャムの娘）と結婚した。エリザベスの異父弟妹（母とリチャード・ド・ビーチャムの間の子女）は、夫の姪や甥と結婚した。
夫エドワードとの間には、第4代バーガヴェニー男爵ジョージを含む5人の子供が生まれた。エリザベスはコヴェントリーのカルメル会墓地に埋葬された。